# Hajime Tabata
Hajime Tabata (田畑 端?   nacido el 5 de mayo de 1971) es un director y productor de videojuegos japonés, antiguo jefe de operaciones de Luminous Productions, jefe de estudio que anteriormente trabajó para Square Enix y actualmente director ejecutivo de JP Games. Fue el jefe de la División de Negocios 2 de Square Enix y parte del Comité de Final Fantasy, que tiene la tarea de mantener la coherencia de los lanzamientos y el contenido de la franquicia. Tabata renunció a sus puestos de Luminous Productions y Square Enix Group el 31 de octubre de 2018.

## Carrera
Cuando Tabata estaba en la escuela secundaria, jugó un videojuego de rol histórico creado por Koei e imaginó lo divertido que sería hacer su propio juego. En su último año de universidad, solicitó trabajos en la industria de los videojuegos y en otras artes multimedia como documentales, televisión y cine. Trabajó en varios editores de videojuegos diferentes antes de ser contratado en Square Enix, lo que, según dijo, le dio experiencia en la creación de juegos de acción, arcade y de rol. El 7 de noviembre de 2018 se anunció su renuncia Square Enix.

### Square Enix
A raíz del terremoto de Tohoku de 2011, la gran cantidad de apoyo internacional para Japón fue paralela para Square Enix. Los fanáticos mandaron cartas sobre el próximo lanzamiento de Type-0, lo que alentó a Tabata a hacer algo especial para los seguidores y aquellos que vivieron tiempos difíciles.
Se convirtió en el director de Final Fantasy XV, reemplazando a Tetsuya Nomura en diciembre de 2013, un cambio que se anunció en septiembre de 2014. Solía ser codirector del proyecto. Durante su trabajo en Final Fantasy XV, el director bromeó sobre su apretada agenda, mencionando que regularmente solo dormía tres horas. Tabata, cuya experiencia previa fue con dispositivos de juego portátiles, declaró su emoción por trabajar en sistemas de consola y "ayudar a los jugadores a sumergirse aún más en sus experiencias".
Tabata anteriormente se desempeñó como productor de contenido descargable de Final Fantasy XV. Se planeó que su trabajo en el contenido descargable continuara en 2019. Él y el personal de Square Enix Business Division 2 también estaban trabajando en una nueva propiedad intelectual dirigida a la próxima generación de consolas. El desarrollo de este proyecto comenzó en 2018, después de que anteriormente solo se hubiera asignado un pequeño equipo de 20 a 30 personas.
El 27 de marzo de 2018, se reveló que Tabata creó un nuevo estudio de juegos en Tokio para Square Enix, llamado Luminous Productions, que constaba de varios miembros clave del equipo de Final Fantasy XV. Desempeñó los puestos de director de operaciones y director de estudio.
El 7 de noviembre de 2018, Square Enix anunció la renuncia de Tabata de Luminous Productions y Square Enix Group el 31 de octubre de 2018. Además, 3 de los 4 contenidos descargables de Final Fantasy XV fueron cancelados.

### Proyector posteriores
Con el anuncio de su renuncia a Square Enix, Tabata declaró el comienzo su propia empresa, JP Games, Inc., que se fue lanzada en enero de 2019 para crear un nuevo proyecto.
En junio de 2021, la compañía anunció The Pegasus Dream Tour, un juego con el tema de los Juegos Paralímpicos de Verano de 2020, el primero de su tipo..

## Trabajos
| Lanzamiento | Título                                                          | Plataformas                              | Créditos                                  |
| ----------- | --------------------------------------------------------------- | ---------------------------------------- | ----------------------------------------- |
| 1994        | Captain Tsubasa 5: Hasha no Shōgō Campione                      | Super Nintendo                           | Trabajo de datos                          |
| 1999        | Monster Rancher 2                                               | PlayStation                              | Director de eventos                       |
| 1999        | Deception III: Dark Delusion                                    | PlayStation                              | Director de eventos                       |
| 2004        | Before Crisis: Final Fantasy VII                                | Dispositivos móviles                     | Director, concept                         |
| 2005        | Last Order: Final Fantasy VII                                   | Anime                                    | Agradecimientos especiales                |
| 2007        | Crisis Core: Final Fantasy VII                                  | PlayStation Portable                     | Director                                  |
| 2008-10     | Kingdom Hearts Coded                                            | Dispositivos móviles                     | Codirector                                |
| 2010        | The 3rd Birthday                                                | PlayStation Portable                     | Director                                  |
| 2011        | Final Fantasy Type-0                                            | PlayStation Portable                     | Director, diseñador de escenario original |
| 2014        | Final Fantasy Agito                                             | iOS, Android                             | Productor                                 |
| 2015        | Final Fantasy Type-0 HD                                         | PlayStation 4, Xbox One, Windows         | Productor, director                       |
| 2015        | Final Fantasy: Brave Exvius                                     | iOS, Android                             | Agradecimientos especiales                |
| 2016        | Kingsglaive: Final Fantasy XV                                   | Película                                 | Productor                                 |
| 2016        | Final Fantasy XV                                                | PlayStation 4, Xbox One                  | Director                                  |
| 2017        | Mobius Final Fantasy                                            | iOS, Android, Windows                    | Colaborador en soporte de eventos         |
| 2017        | King's Knight: Wrath of the Dark Dragon                         | iOS, Android                             | Agradecimientos especiales                |
| 2017        | Itadaki Street: Dragon Quest and Final Fantasy 30th Anniversary | PlayStation 4, PlayStation Vita          | Agradecimientos especiales                |
| 2017        | Final Fantasy Dimensions II                                     | iOS, Android                             | Agradecimientos especiales                |
| 2017        | Monster of the Deep: Final Fantasy XV                           | PlayStation 4 (PlayStation VR)           | Productor                                 |
| 2018        | Dissidia Final Fantasy NT                                       | PlayStation 4                            | Agradecimientos especiales                |
| 2018        | Final Fantasy XV: Pocket Edition                                | iOS, Android, Windows                    | Productor                                 |
| 2018        | Final Fantasy XV Windows Edition                                | Windows                                  | Productor                                 |
| 2018        | Final Fantasy XV: Pocket Edition HD                             | PlayStation 4, Xbox One, Nintendo Switch | Productor                                 |